# Сосновая мухоловка
Сосновая мухоловка (Ficedula hodgsonii) — вид воробьиных птиц из семейства мухоловковых.

## Распространение
Обитают в Бутане, Камбодже, Китае, Индии, Лаосе, Мьянме, Непале и Таиланде. Естественной средой обитания являются субтропические или тропические влажные леса, как равнинные, так и горные.

## Описание
Длина тела 13—13,5 см. Клюв небольшой, хвост длинный. Самец сверху грифельно-синий (без каких-либо блестящих пятен, как у представителей рода Cyornis), а снизу оранжевый. У него чёрный хвост с белым основанием.
Самка сверху оливково-серого цвета и не имеет чётко выраженных белых гортани и рыжеватых черт на хвосте, как у трёхцветной мухоловки (Ficedula tricolor).

## Охранный статус
МСОП присвоил виду охранный статус LC.